# Línea de alta velocidad Núremberg-Ingolstadt-Múnich

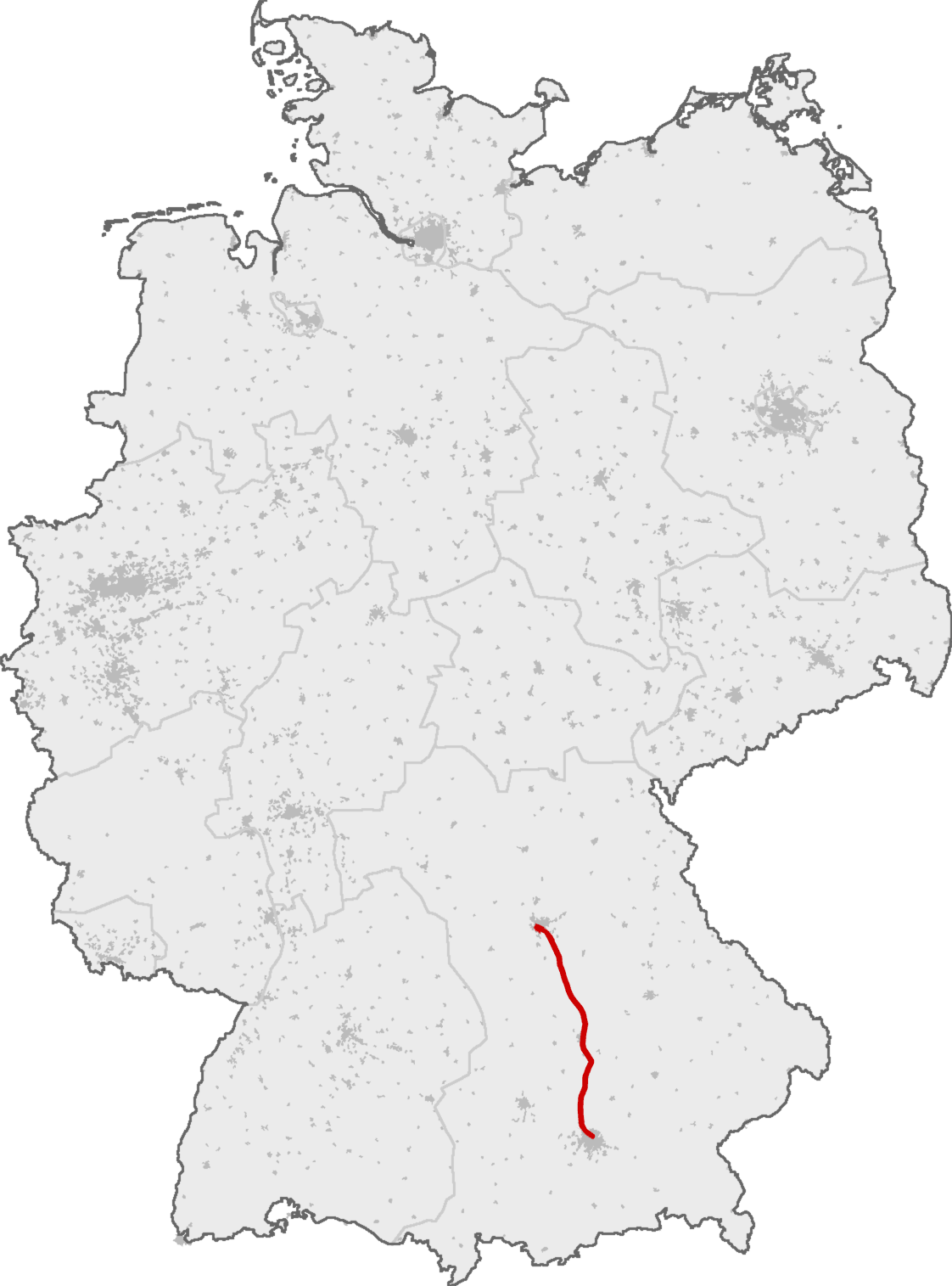
En rojo el recorrido de la Línea de Alta Velocidad Núremberg - Ingolstadt - Múnich.

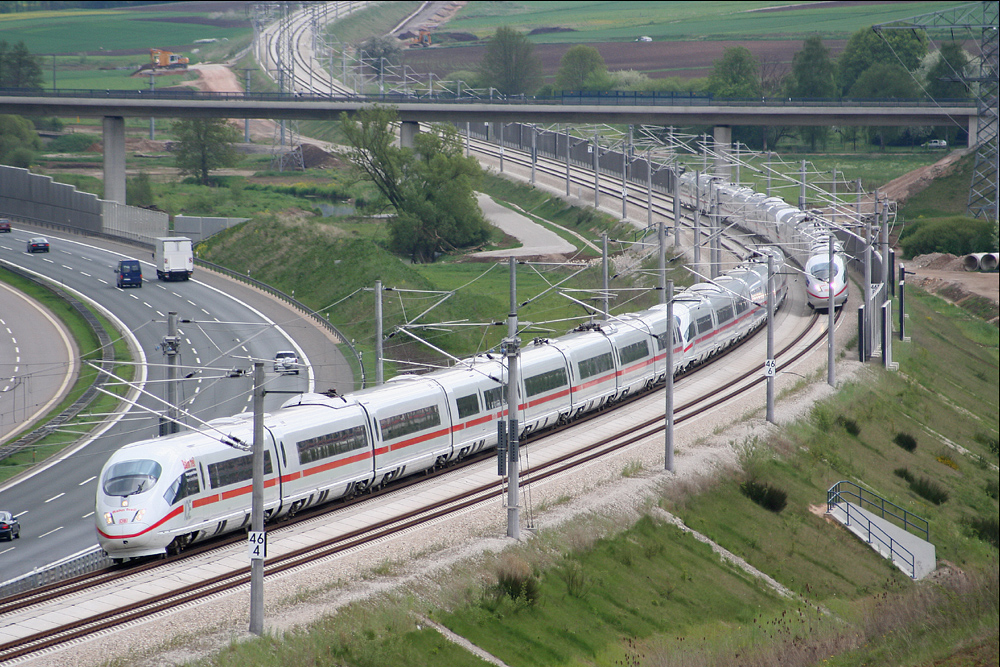
InterCityExpress.

La línea de alta velocidad Núremberg - Ingolstadt - Múnich (en alemán: Schnellfahrstrecke Nürnberg–Ingolstadt–München) es una línea ferroviaria de 171 km de longitud en Alemania que conecta las ciudades de Colonia y de Fráncfort del Meno. Su trayectoria sigue la autopista Bundesautobahn 9 en su mayor parte. Las pendientes máximas de hasta 4% requieren trenes con un alto cociente de energía-peso, lo que solo consiguen actualmente los trenes de InterCityExpress.